# Ralt

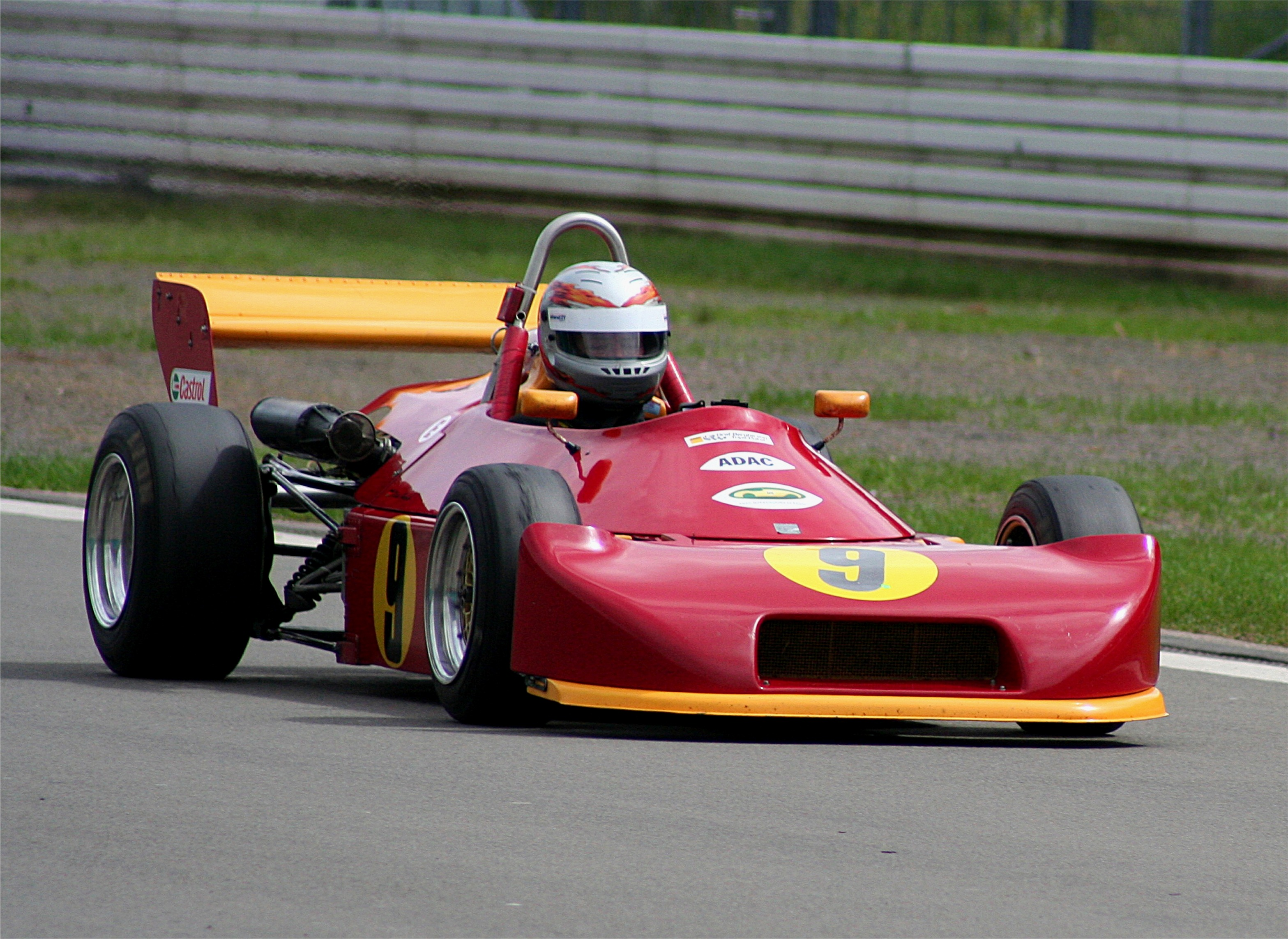
Ralt RT 1 formel 3 1976

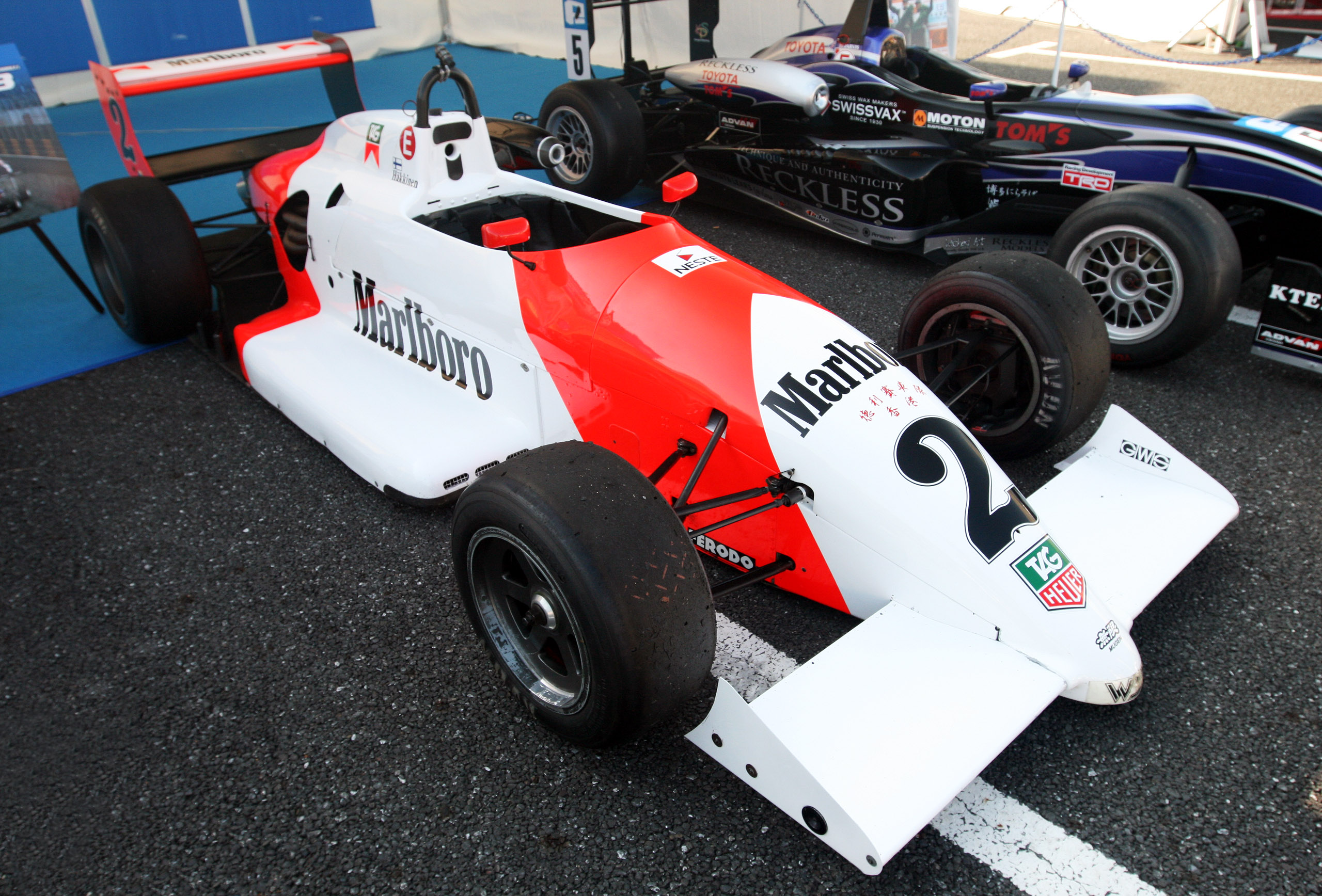
Ralt RT34 formel 3 1990

Ralt var en brittisk tillverkare av tävlingsbilar som verkade mellan 1974 och 1992.

## Historik
Företaget grundades av Jack Brabhams kollega och tidigare Brabham-konstruktören Ron Tauranac. Under 1950-talet hade Tauranac tillsammans med sin bror Austin Lewis byggt några tävlingsbilar hemma i Australien under namnet RALT (namnet står för Ron and Austin Lewis Tauranac). Den första bilen från Tauranacs nya företag tävlade i formel 2, formel 3 och Formula Atlantic.
Från 1985 tillverkade Ralt även formel 3000-bilar. 1988 köptes företaget upp av konkurrenten March.